# Carmen de Silva Velasco
María del Carmen de Silva y de Velasco (nacida en Madrid, el 14 de agosto de 1938) es una escritora española. Fallecida en Madrid (Boadilla del Monte) el 7 de julio de 2025.

## Biografía
Nacida en el seno de una familia eminentemente literaria, con raíces andaluzas, su vocación literaria y teatral se manifestó muy pronto. Es hermana de la también escritora Josefina de Silva y de Velasco.
Inició sus estudios en las Escuelas Aguirre en 1945, pero por su situación familiar, con sus padres separados y viviendo a expensas de la pensión de funcionaria de la abuela, se vio obligada a trabajar en Telefónica a partir de 1955. En ese mismo año participó en el grupo teatral La Farándula, y, pese a haber participado en tertulias y recitales poéticos, junto a nombres importantes, las circunstancias la obligaron a dedicarse exclusivamente al trabajo a partir de 1956.
En 1961 se casó con Alberto Martínez Peyrou, profesor del Real Conservatorio de Música de Madrid, e integrante de la plantilla de TVE. Con él habría de componer varias canciones, de las que fue autora de la letra, siendo su marido autor de la música. Entre estas canciones, destaca sobre todo Fantasmas a gogó que, interpretada por Isabel, ganó el IV Festival de la Canción Infantil de TVE en 1970. Esta canción se convirtió en la de mayor éxito y repercusión entre las participantes en las diferentes ediciones de dicho Festival, al convertirse en una canción infantil conocida y tatareada por la generalidad del público.[cita requerida] Ademásde las tres versiones que se hicieron en el tiempo del IV Festival (la de la propia ganadora, Isabel, la de Celia y la de Los Valldemosa), fue también versionada a finales de la década de los setenta por Yolanda Ventura y, además, por Parchís, formando parte de las canciones que integraron el primer disco de esta banda infantil, en 1979. Esta versión se incluyó también en el disco colectivo El show de Horacio Pinchadiscos, de 1981, año en el que también fue grabada en disco por M.ª Jesús y su acordeón. Igualmente su música fue adaptada a otras letras por algunos compositores (así, por ejemplo, la adaptación de 1973 del músico alcoyano, Rafael Botella Sempere, para las Fiestas de Moros y cristianos) y ha sido cantada ocasionalmente en otros eventos, como por ejemplo, en la emisión de 17 de mayo de 2010 del programa Cántame cómo pasó, donde fue interpretada por los niños aspirantes al papel de Carlitos.
Igualmente, en 1979 una canción de la que fue letrista fue finalista para representar a España en el Festival de Eurovisión.
Tras tener cinco hijos, se separó de su marido en 1976, volviendo a su trabajo en Telefónica, que ya no abandonaría hasta su jubilación en 1999. Simultaneó su trabajo en Telefónica con otras actividades profesionales, como la dirección, como propietaria, del herbolario Las Hierbas Salvajes de Maurice Messeguer, de 1977 a 1980..[cita requerida] Trabajó como redactora del diario Pueblo, en la última etapa de dicho diario, entre 1981 y 1982, mientras realizaba estudios de Ciencias de la Información en la Universidad Complutense de Madrid y de Arte Dramático en el Conservatorio de Murcia, titulándose en 1984.[cita requerida] De igual modo realizó estudios de doblaje en la Escuela de Cinematografía y de Técnicas de Documentación en la Escuela Española de Sistemas Generales.[cita requerida]
En 1988 quedó entre los finalistas del premio Ateneo de Valladolid con la novela corta Los Masis y en 1999 entre los finalistas del Premio Nadal con la novela Lady Stanhope. Durante este tiempo también escribió para diferentes revistas y programas radiofónicos, especialmente historias románticas para la editorial Dersa 88: Deseos de volver, Marcela, El harén de Hamid y Los ojos, todos ellos de 1992.
En 1997 cofundó el grupo literario Tintaviva, donde fue responsable y dirigió la colección Tintaviva de poesía y relato durante 10 años. En esta colección publicó distintos poemarios, entre ellos Veintitrés formas de hacer el amor (2000), que incluía el poema "Fetiche", Premio Erótica de la Paz, de Cuba, y el libro de relatos El hombre que perdía las horas (2000) donde incluyó el cuento "Mis cenizas no tienen corazón", que ganaría el Premio Internacional del Tanatocuento de dicho año. Al disolverse el grupo, fundó en colaboración con otros poetas, el grupo literario Troquel, donde se publica anualmente la revista de letras del mismo nombre conteniendo firmas de los más reconocidos poetas españoles.
En 1998 publicó su primer libro de poemas, Agujeros del tiempo. Más tarde publicó diferentes libros de relatos, uno de los cuales, Historias de Meigas, le supondría ganar el Premio Carmen Conde del Ayuntamiento de Majadahonda. Posteriormente fundó, junto con otros poetas, la revista Rusadir.
Sus poemarios siguientes fueron Análisis de pertenencias (2002), que ganó el Premio Nacional de Poesía Ciudad de Toledo (2001) y Poemas ante un divorcio (2003), segundo Premio Ruta de la Plata (2002). Igualmente, el relato Las claves del éxito ganó el Premio Clarín de cuento en 2003. Posteriormente publicó la novela corte La regresión (2005) y El gen del odio 1936-2006 (2009), los poemarios Senda (2010), Academia de Sombras, Asociación de Escritores y Artistas Españoles, 2017.Ganó en 2011 el premio Calicanto por el relato La encuesta, y otra de sus obras de narrativa es Algo más que un cuento, Atlantis, 2018.
Antologías colectivas: 
Narrativa: El arte de narrar. Huerga y Fierro, Madrid, 2017. Cuentos para el tiempo de navidad. Huerga y Fierro, Madrid, 2018.
Poesía: Ab Ipso Ferro. Antología Congreso Internacional de Poesía Fray Luis de León. Diputación de Salamanca 2018.

En la actualidad reside en Boadilla del Monte (Madrid) y continúa su actividad literaria. En el año 2013, el Ayuntamiento de Boadilla del Monte, en colaboración con la revista Troquel, creó un premio de poesía que lleva su nombre, junto con el de la poetisa Beatriz Villacañas.
Nombrada Miembro correspondiente de la Academia de Bellas Letras y Nobles Artes de Córdoba.